# 地方税共同機構
地方税共同機構（ちほうぜいきょうどうきこう、英語: Local Tax Agency, LTA）は、地方税に関する事務の合理化、納税者などの利便の向上を目的として日本の地方公共団体が共同で運営する法人（地方共同法人）。地方税法第9章（第761条～第803条）により設立された。eLTAXの運営を一般社団法人地方税電子化協議会から引き継いだ。同時に、全国地方税務協議会とOSS都道府県税協議会の業務も引き継いだ。

## 業務
日本全国の都道府県・市町村・特別区が共同で運営する。

### eLTAX（エルタックス）
従来、地方税の手続をオンラインで受け付けるeLTAXは、全国の都道府県・市町村・特別区が会員となった地方税電子化協議会が運営していた。この協議会は、一般社団法人という民間法人の組織形態であるため、総務大臣の監督に服しない、役員・職員の守秘義務が法定されていないなど、eLTAXを安全かつ安定的に運営するためには法的に不十分な点があった。
そこで、地方共同法人として地方税共同機構を設立し、eLTAXの運営を地方税電子化協議会から引き継ぐこととした。第196回国会による平成30年度税制改正による地方税法改正により成立し、2019年4月1日に施行された。 地方税共同機構については、総務大臣の監督権限、役員・職員等の守秘義務・罰則、役員・職員をみなし公務員とすることなどの規定が整備された。

### 地方税共通納税システム
2019年10月1日からは、地方税共同機構が地方税共通納税システムを提供している。従来、給与等の支払者（個人住民税の特別徴収義務者）は、役員の報酬・従業員の給与から天引きした住民税を、役員・従業員の住む市町村・特別区別に納入しなければならず、事務負担が大きかった（役員・従業員の住所が10市町村に分散している場合、10市町村への納入手続が毎月、必要であった）。地方税共通納税システムを利用すれば、地方税共同機構に全役員・従業員分の住民税を一括で支払えば済むようになる。
2023年４月からは、自動車税・軽自動車税の種別割、固定資産税、都市計画税をはじめとする全税目についてeLTAXを通じた電子納付が可能な仕組みになるとともに、地方税統一QRコード（eL-QR（エル キューアール））を用いた仕組みも導入され、地方団体から送付される納付書に印刷されたeL-QRを読み取ることで、eLTAX内の特設サイト（地方税お支払サイト）やスマートフォン決済アプリ、金融機関窓口などを通じた納付が可能となった。

## 役員
地方税共同機構は、定款役員として、理事長1人及び監事2人以内を置き、更に副理事長1人又は理事3人以内を置くことができるとなっている。2019年（平成31年）4月1日の発足時には、理事長、副理事長各1名（常勤）と監事2名（非常勤）が置かれた。
2025年（令和7年）7月1日現在の役員は、次のとおりである。
- 理事長 　吉村　憲彦　(前　東京都財務局長）
- 副理事長 鈴木　清　　(前　地方税共同機構審議役 兼 事務局長）
- 理事　 　山口　最丈　(前　内閣官房内閣審議官（内閣官房副長官補付） 命 内閣官房行政改革推進本部事務局次長　命 内閣官房デジタル行財政改革会議事務局局員）
- 監事　 　瀬脇　一　　(前　地方公共団体金融機構監事）
- 監事　 　岩田　英久　(前　埼玉県総務部税務局長）

## 注
1. ↑  地方税法等の一部を改正する法律（平成30年法律第3号）附則第35条
2. ↑  地方税法等の一部を改正する法律（平成30年法律第3号）
3. ↑  地方税法第796条～第798条
4. ↑  地方税法第788条・第800条
5. ↑  地方税法第781条
6. ↑  地方税共通納税システムの特設ページ開設について ｜ eLTAX 地方税ポータルシステム
7. ↑  “総務省｜報道資料｜地方税統一QRコードを活用した地方税の納付の開始”. 総務省. 2025年7月25日閲覧。
8. ↑  地方税共同機構定款-地方税共同機構
9. ↑  役員名簿-地方税共同機構
10. ↑  役員の経歴等-地方税共同機構